# Roger Scruton
Roger Scruton   (Buslingthorpe, 27 de febrer de 1944 - Brinkworth, 12 de gener de 2020) fou un filòsof anglès.

## Obres
- Art And Imagination: A Study in the Philosophy of Mind (1974)
- The Aesthetics of Architecture (1979)
- The Meaning of Conservatism (1980)
- The Politics of Culture and Other Essays (1981)
- A Short History of Modern Philosophy (1982)
- A Dictionary of Political Thought (1982)
- The Aesthetic Understanding: Essays in the Philosophy of Art and Culture (1983)
- Kant (1982)
- Untimely Tracts (1985)
- Thinkers of the New Left (1985)
- Sexual Desire (book)|Sexual Desire: A Moral Philosophy of the Erotic (1986)
- Spinoza (1987)
- A Land Held Hostage: Lebanon and the West (1987)
- Conservative Thinkers: Essays from The Salisbury Review (1988)
- Conservative Thoughts: Essays from The Salisbury Review (1988)
- The Philosopher on Dover Beach: Essays (1990)
- Conservative Texts: An Anthology (ed.) (1992)
- Modern Philosophy: An Introduction and Survey (1994)
- The Classical Vernacular: Architectural Principles in an Age of Nihilism (1995)
- An Intelligent Person's Guide to Philosophy (1996); republished as Philosophy: Principles and Problems (2005)
- The Aesthetics of Music (1997)
- On Hunting (1998)
- An Intelligent Person's Guide to Modern Culture (1998); republished as Modern Culture (2005)
- Spinoza (1998)
- England: An Elegy (2001)
- The West and the Rest: Globalisation and the Terrorist Threat (2002)
- Death-Devoted Heart: Sex and the Sacred in Wagner's Tristan und Isolde (Oxford University Press, 2004)
- News From Somewhere: On Settling (2004)
- The Need for Nations (2004)
- Gentle Regrets: Thoughts from a Life (Continuum, 2005)
- Animal Rights and Wrongs (2006)
- A Political Philosophy: Arguments for Conservatism (2006)
- Immigration, Multiculturalism and the Need to Defend the Nation State (2006)
- Culture Counts: Faith and Feeling in a World Besieged (Encounter Books, 2007)
- Beauty (2009)
- I Drink Therefore I Am: A Philosopher's Guide to Wine (2009)
- Understanding Music (2009)
- The Uses of Pessimism: And the Danger of False Hope (2010)
- Green Philosophy: How to Think Seriously About the Planet (2011); revised and republished as How to Think Seriously About the Planet: The Case for an Environmental Conservatism (2012)
- The Face of God: The Gifford Lectures (2012)
- Our Church: A Personal History of the Church of England (2012)
- The Soul of the World (2014)
- How to Be a Conservative (2014)
- Fools, Frauds and Firebrands: Thinkers of the New Left (2015)
- The Ring of Truth: The Wisdom of Wagner's Ring of the Nibelung (2016)
- Confessions of a Heretic: Selected Essays (2017)